# Leulinghen-Bernes
Leulinghen-Bernes (flämisch: Leulingen) ist eine französische Gemeinde mit 535 Einwohnern (Stand: 1. Januar 2022) im Département Pas-de-Calais in der Region Hauts-de-France. Sie gehört zum Arrondissement Boulogne-sur-Mer und zum Kanton Desvres.  

## Geographie
Die Gemeinde Leulinghen-Bernes liegt im Regionalen Naturpark Caps et Marais d’Opale, etwa zehn Kilometer ostsüdöstlich des Cap Gris Nez an der Opalküste des Ärmelkanals und etwa 15 Kilometer nordnordöstlich von Boulogne-sur-Mer. Nachbargemeinden von Leulinghen-Bernes sind Audembert im Nordwesten und Norden, Leubringhen im Norden und Nordosten, Ferques im Osten, Marquise im Süden sowie Bazinghen im Südwesten und Westen. Durch die Gemeinde führt die Autoroute A16.

## Bevölkerungsentwicklung
| Jahr                       | 1962 | 1968 | 1975 | 1982 | 1990 | 1999 | 2006 | 2013 | 2022 |
| -------------------------- | ---- | ---- | ---- | ---- | ---- | ---- | ---- | ---- | ---- |
| Einwohner                  | 243  | 250  | 266  | 266  | 401  | 398  | 412  | 427  | 535  |
| Quellen: Cassini und INSEE |      |      |      |      |      |      |      |      |      |

## Sehenswürdigkeiten

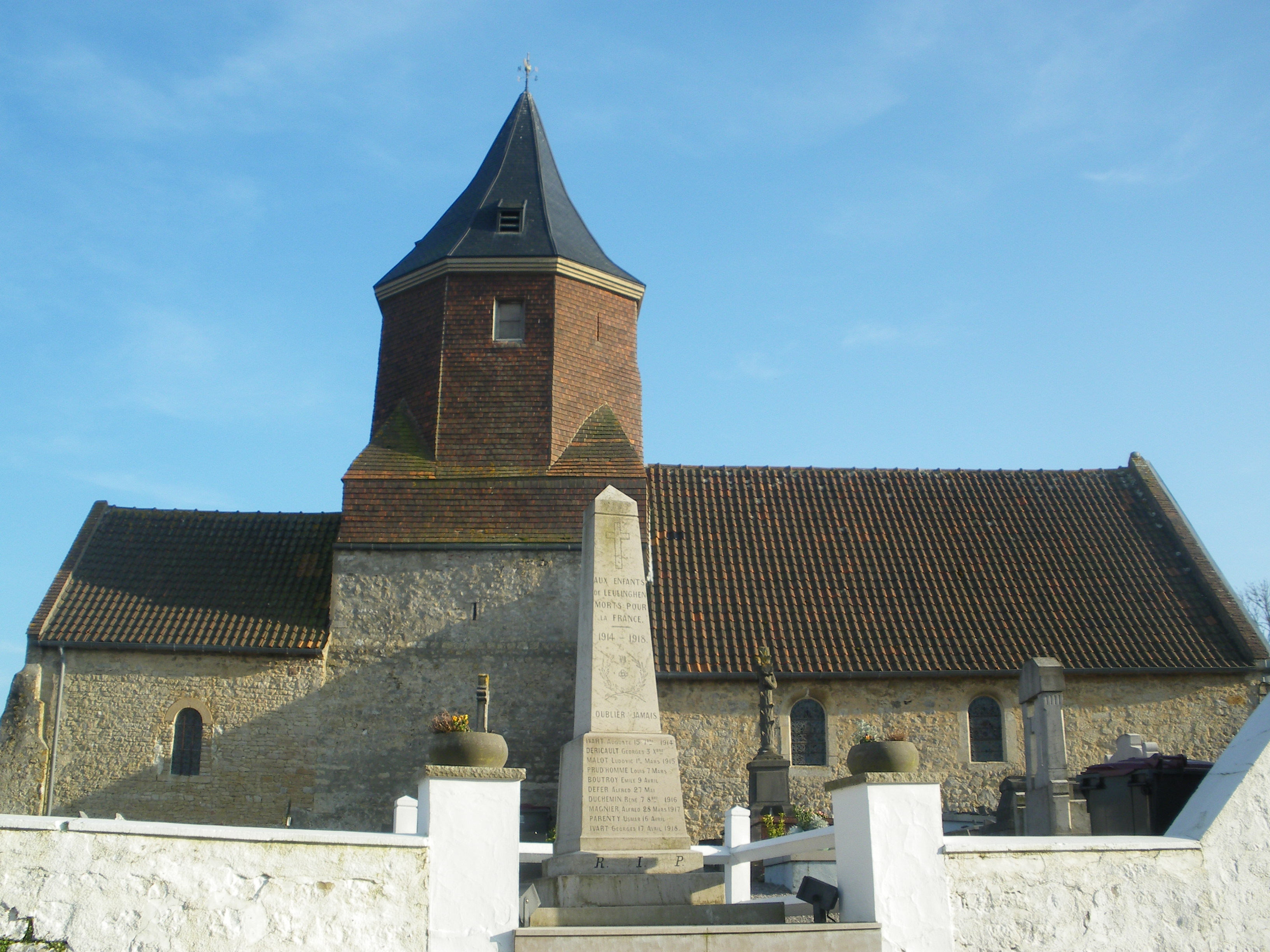
Kirche Saint-Léger
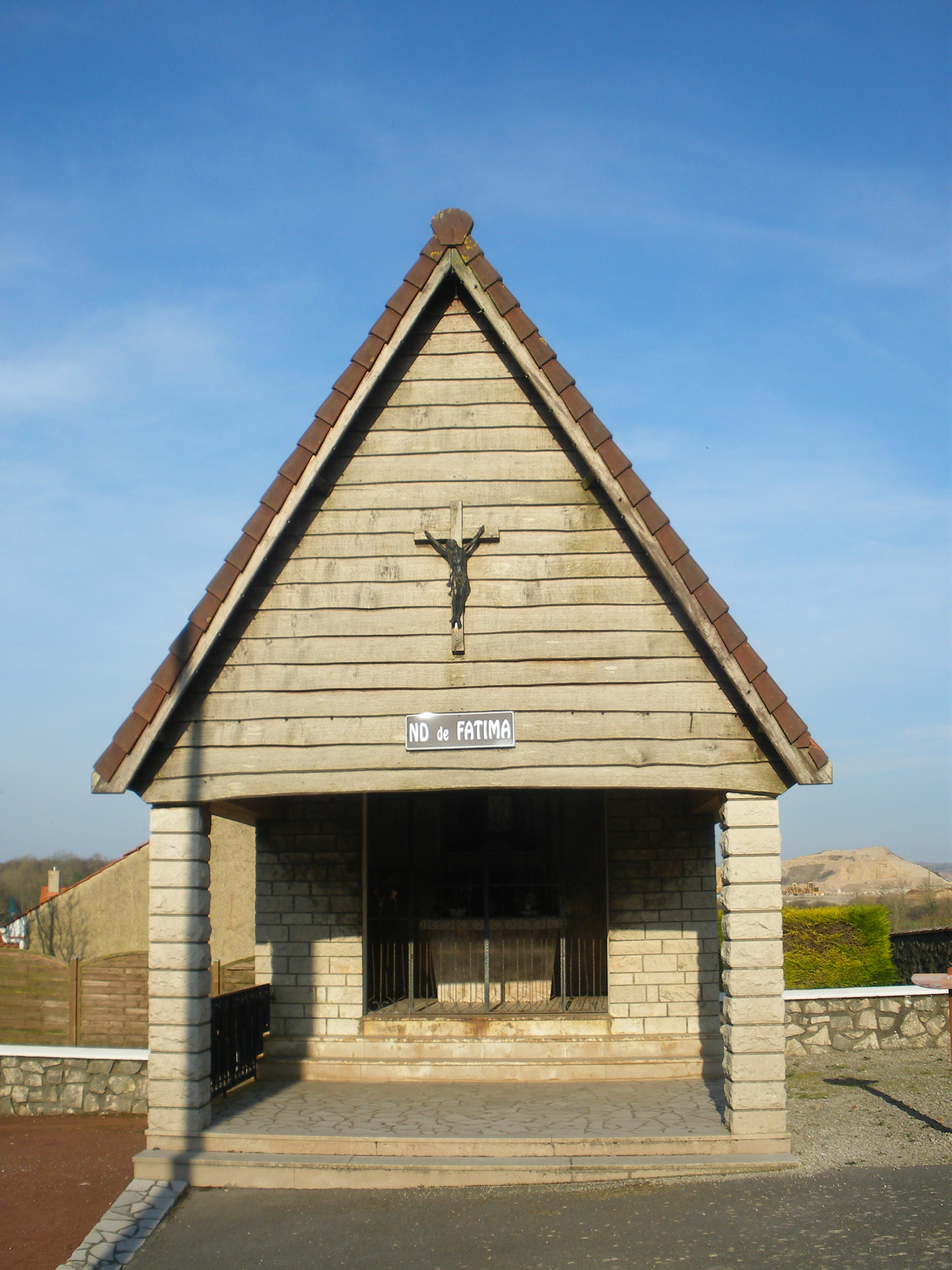
Kapelle Notre-Dame-de-Fatima
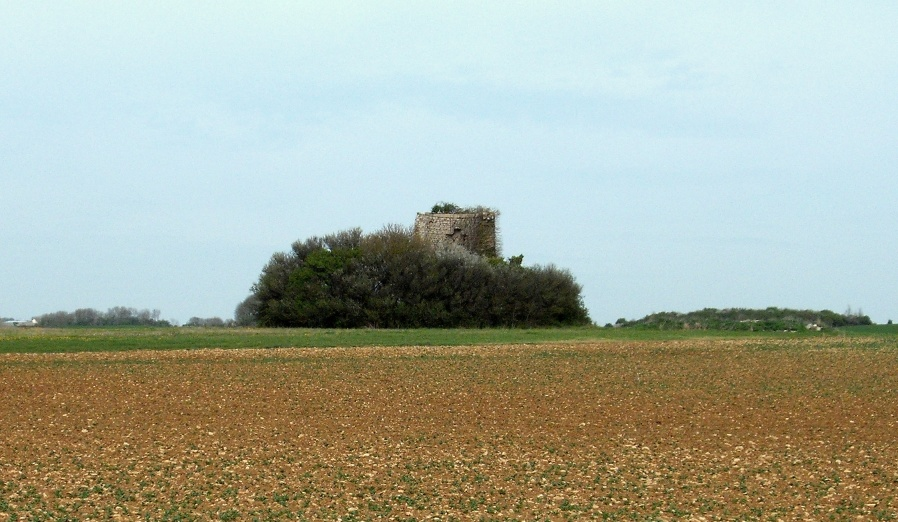
Ruinen der ehemaligen Windmühle
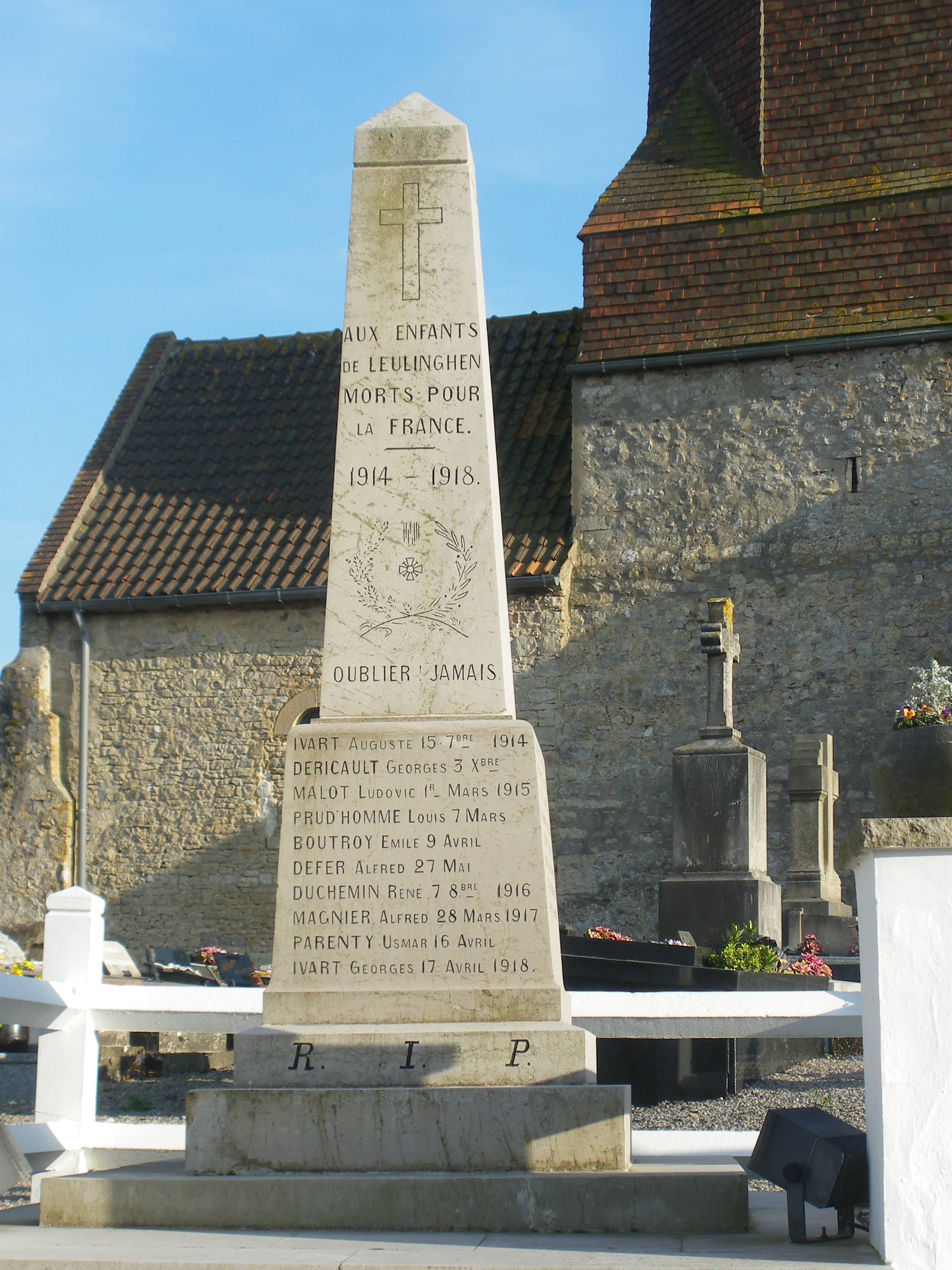
Gefallenendenkmal

- Kirche Saint-Léger
- Kapelle Notre-Dame-de-Fatima
- Ruinen der ehemaligen Windmühle
- Gefallenendenkmal